# Het boek van de martelaren

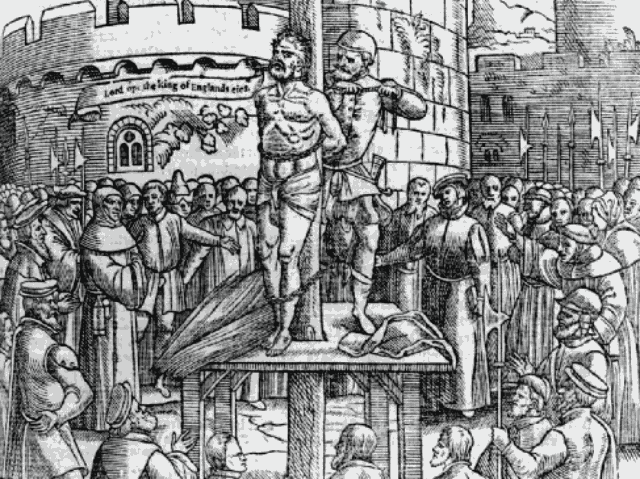
William Tyndale op de brandstapel

Het boek van de martelaren, geschreven door John Foxe werd in 1563 voor het eerst gepubliceerd door John Day. Het boek beschrijft de vervolging van de protestanten, vooral in Engeland. Mooi uitgegeven en geïllustreerd met veel houtsneden was het in die tijd het grootste uitgeefproject ooit.
Het wordt ook Foxe's Book of Martyrs genoemd, maar de volledige naam van het werk is Actes and Monuments of these Latter and Perillous Days, touching Matters of the Church.
Het eerste deel bevat een beschrijving van de vroege christelijke martelaren, een korte geschiedenis van de middeleeuwse Kerk en de inquisitie, het tweede deel beschrijft de afsplitsing van de Church of England onder Hendrik VIII van Engeland en het derde deel het bewind van Maria I van Engeland.
Een heruitgave verscheen in 2017:
- Foxe’s Book of Martyrs, John Foxe, ed. Paul L. Maier & R. C. Linnenkugel; uitg. Kregel Publications, Grand Rapids 2017; ISBN 978 0 8254 4329 9.